# Polypedilum prominens
Polypedilum prominens är en tvåvingeart som beskrevs av Zhang och Wang 2004. Polypedilum prominens ingår i släktet Polypedilum och familjen fjädermyggor. Inga underarter finns listade i Catalogue of Life.